# Thelypteris paleacea
Thelypteris paleacea är en kärrbräkenväxtart som beskrevs av Alan Reid Smith. Thelypteris paleacea ingår i släktet Thelypteris och familjen Thelypteridaceae. Inga underarter finns listade.